# Inkubacja (religia)

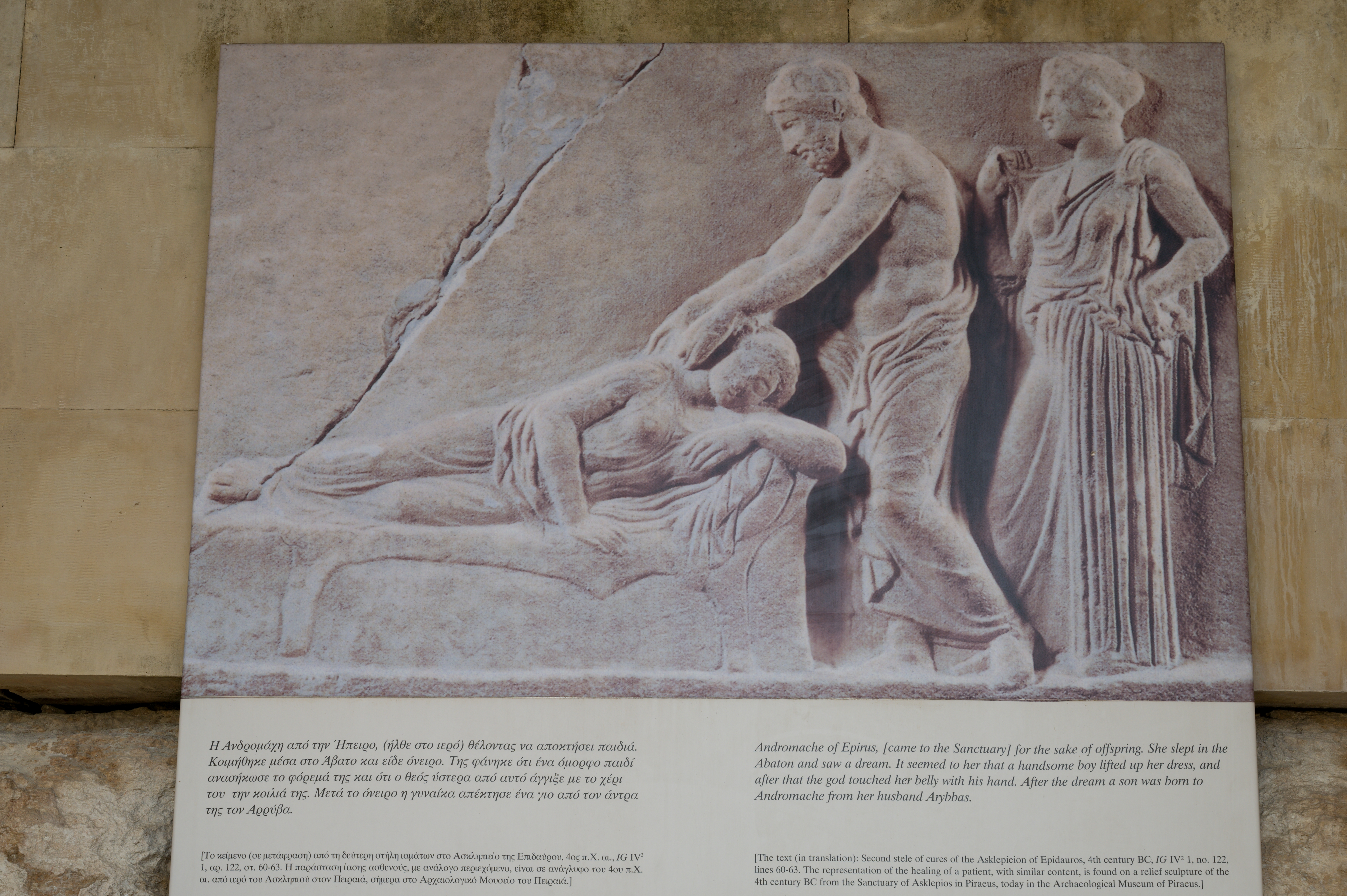
Stela wotywna z Epidauros, podpis: Andromacha z Epiru [przybyła do sanktuarium] z nadzieją na poczęcie dziecka. Spała w abatonie, gdzie miała sen. Zdawało jej się, że piękny, młody mężczyzna rozchylił jej ubranie, po czym bóg dotknął jej brzucha ręką. Po tym śnie Andromacha miała syna ze swoim mężem Arybbasem.

Inkubacja (łac. incubatio, gr. ἐγκοίμησις) – starożytna praktyka religijna polegająca na spędzeniu nocy w świętym miejscu w oczekiwaniu na sen wróżebny lub uzdrowienie.

## Inkubacja w starożytnej Grecji i Rzymie

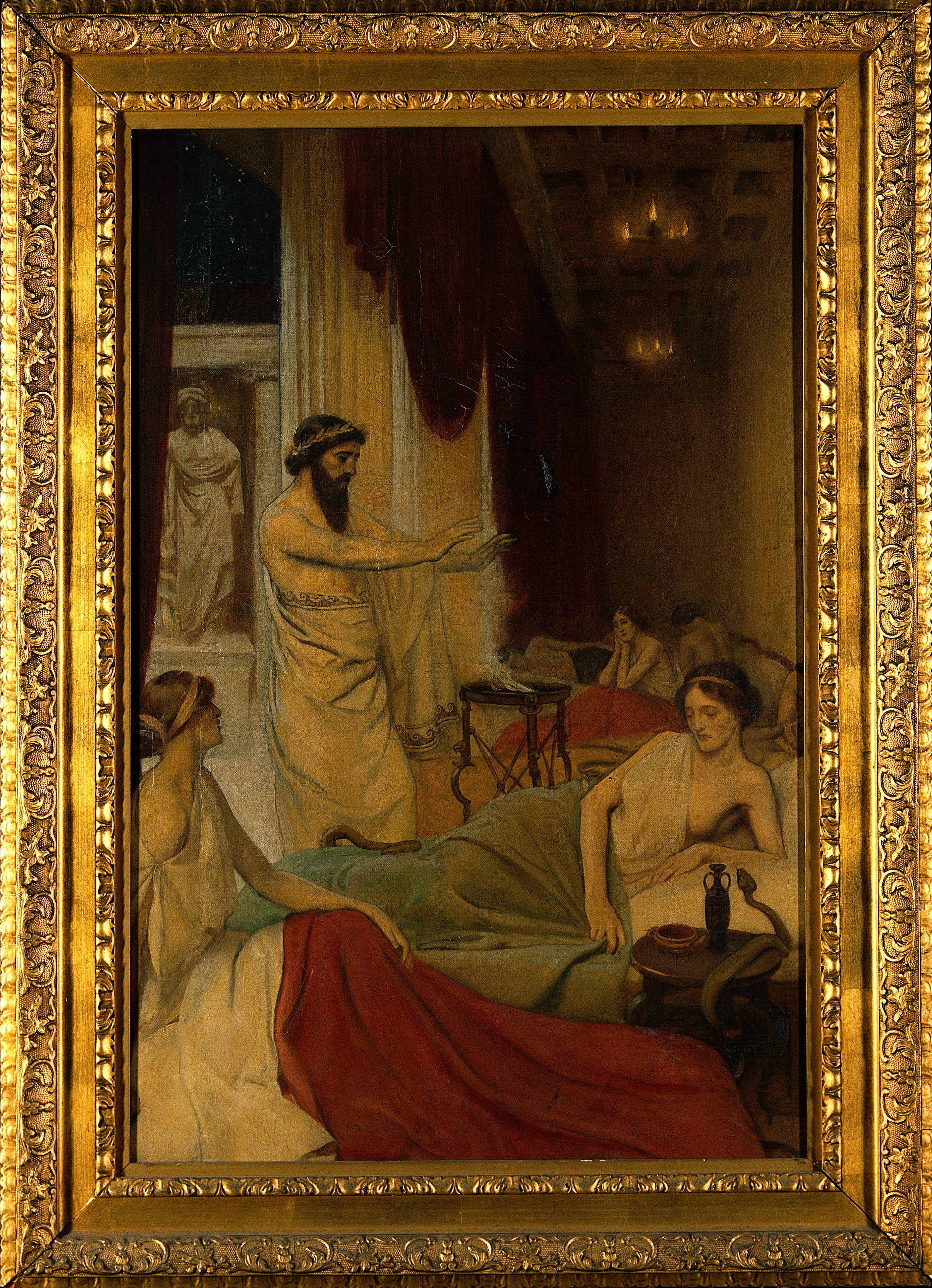
Chorzy praktykujący inkubację w świątyni Asklepiosa w Epidauros

Inkubacja jest praktyką dobrze udokumentowaną w źródłach literackich. Stosowano ją głównie w świątyniach Asklepiosa. Według wierzeń bóg albo ukazywał się choremu we śnie, powodując natychmiastowe uzdrowienie po przebudzeniu, albo udzielał wskazówek, które były następnie odpowiednio interpretowane przez kapłanów. W IV w. n.e. Serwiusz w komentarzu do VII księgi Eneidy napisał, że inkubują w sensie ścisłym ci, którzy śpią dla uzyskania odpowiedzi. Również Hieronim opisuje inkubację jako sposób poznawania przyszłości poprzez sny. Także ze wzmianek u innych starożytnych autorów (np. Pauzaniasza) wynika, że postrzegano inkubację jako praktykę dywinacyjną, nie zawsze terapeutyczną. Jednak najczęściej poszukiwano przez nią odpowiedzi dotyczących zdrowia i leczenia, dlatego tak chętnie praktykowano ją w ośrodkach kultu Asklepiosa (asklepiejonach), a także Podalejriosa i Hygiei.
Przed odbyciem rytuału chętni musieli poddać się odpowiednim przygotowaniom poprzez post i obrzędy oczyszczające według wskazówek kapłanów, a następnie kładli się spać w wyznaczonej części sanktuarium, abatonie. Przebieg inkubacji w świątyni Asklepiosa dokładnie, choć humorystycznie, opisuje Arystofanes w komedii Plutos.
Część źródeł podaje, że w asklepiejonach i miejscach kultu innych herosów należało spać na skórze ofiarowanego barana.
Najważniejsze ośrodki kultu Asklepiosa, w których praktykowano inkubację znajdowały się w Epidauros, Pergamonie, Kos, później również w Rzymie. Pauzaniasz podaje, że w Epidauros w przeszłości znajdowały się liczne wota i stele z opisami uzdrowień, jednak do jego czasów (II w. n.e.) dotrwało ich tylko sześć.
Asklepiejony zaczęły stopniowo znikać pod koniec IV wieku.

## Inkubacja chrześcijańska
Wraz z upowszechnieniem się chrześcijaństwa praktyka została schrystianizowana. Pielgrzymi nocowali w sanktuariach, przy relikwiach świętych. Dzięki zachowanym źródłom najlepiej znane są następujące ośrodki, w których praktykowano inkubację: sanktuarium św. Tekli w Seleukii, Kosmy i Damiana oraz Artemiusza w Konstantynopolu, Cyrusa i Jana w Menouthis. Poświadczone są również przypadki w innych martyriach i kościołach. Prawdopodobnie jednak było ich znacznie więcej, na co wskazuje wąska specjalizacja niektórych ośrodków, np. do św. Artemiusza w dzielnicy Okseia w Konstantynopolu przybywano głównie z problemami przepukliny jąder. 
Podobnie jak w świątyniach pogańskich, w snach poszukiwano również odpowiedzi na problemy niezwiązane ze zdrowiem, choć takie kwestie stanowiły mniejszość.